# Euproctis subalba
Euproctis subalba är en fjärilsart som beskrevs av Antonius Johannes Theodorus Janse 1915. Euproctis subalba ingår i släktet Euproctis och familjen tofsspinnare. Inga underarter finns listade i Catalogue of Life.